# Scheldeprijs
A Scheldeprijs é uma carreira ciclista de um dia belga. Foi conhecida até 2009 como Scheldeprijs Vlaanderen.
Em 98 edições, têm ganhado 76 vezes ciclistas belgas. O recorde de vitórias o ostenta o alemão Marcel Kittel com cinco edições, ademais também de ter o maior número de vitórias consecutivas (2012 a 2014). O "Leão de Flandres" Johan Museeuw, um especialista nas carreiras dos flandres, nunca ganhou o Scheldeprijs Vlaanderen. No entanto, terminou a sua carreira desportiva após a edição de 2004.

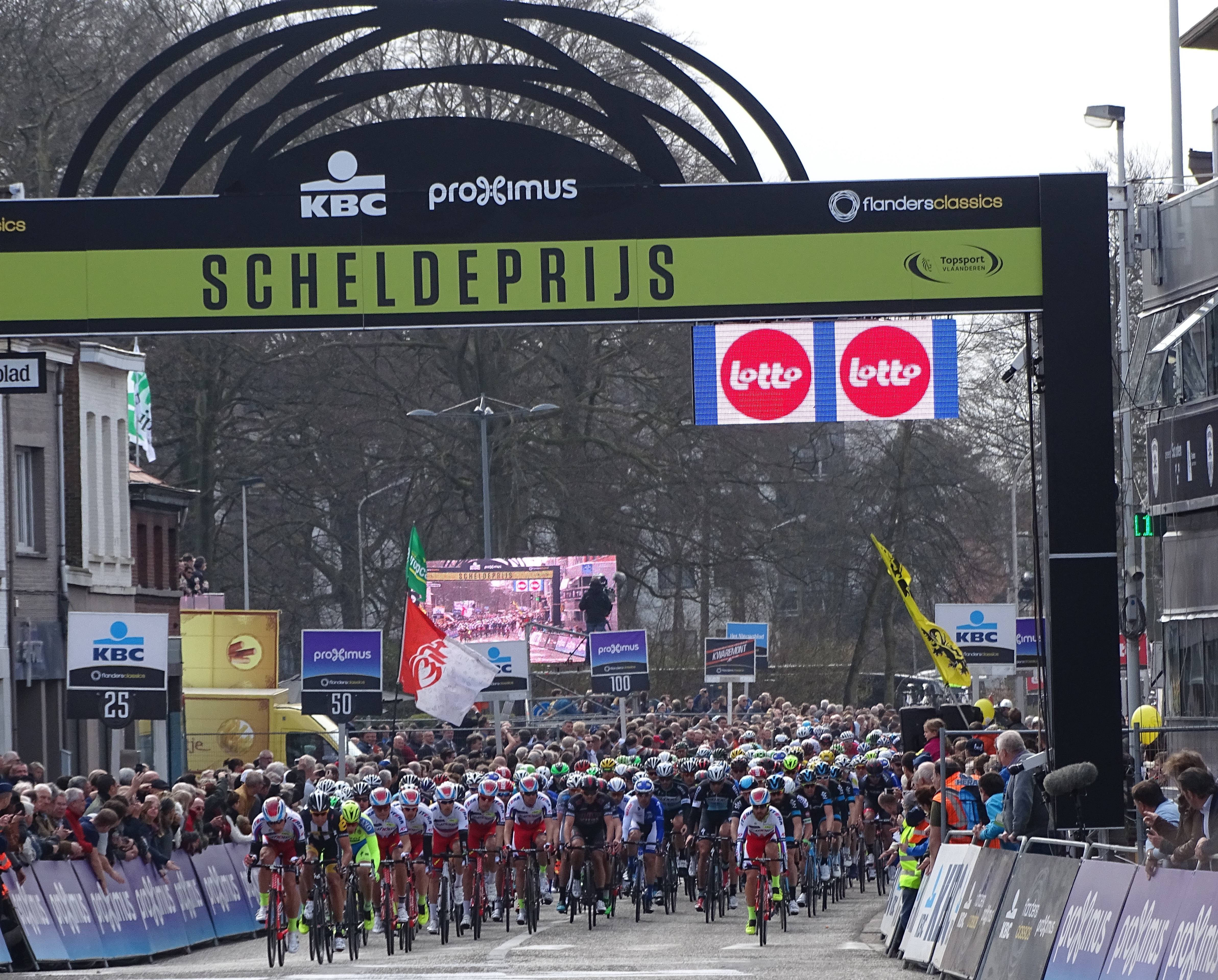
Chegada a Schoten em 2015

Disputado em estradas planas, a carreira com frequência termina com um sprint. O percurso inclui algumas partes pavimentadas.

## História
A primeira edição teve lugar a 8 de julho de 1907, o que a faz a mais antiga de Flandres (apesar deste dado, a Volta à Flandres criada em 1913 é agora mais prestigioso). Nos primeiros anos de saída e chegada celebraram-se em Antuérpia, a carreira concluía-se no velódromo Zurenborg agora destruído. A saída deu-se depois em Merksem e depois em Deurne, um subúrbio de Antuérpia, até 1996, quando a carreira se reiniciou desde o centro da cidade, na Grande Praça de Antuérpia. Hoje em dia, corre-se na quarta-feira anterior à Paris-Roubaix e a linha de meta está situada na cidade de Schoten (Província de Antuérpia) onde o pelotão realiza três voltas a um circuito de 15 km.
Desde a criação dos Circuitos Continentais UCI em 2005 faz parte do UCI Europe Tour, na categoria 1.hc (máxima categororía destes circuitos).

## Palmarés
| Ano                                                               | Vencedor               | Segundo                   | Terceiro                 |
| ----------------------------------------------------------------- | ---------------------- | ------------------------- | ------------------------ |
| 1907                                                              | Maurice Léturgie       | Eugène Platteau           | François Verstraeten     |
| 1908                                                              | Adrien Kranskens       | Guido De Vogelaere        | Jules Bayens             |
| 1909                                                              | Raymond Van Parijs     | Jules Wiot                | Georges Baets            |
| 1910                                                              | Florent Luyckx         | Jozef Bouw                | Louis Valckenaers        |
| 1911                                                              | Florent Luyckx         | Frans Tyck                | Jean Van Ingelghem       |
| 1912                                                              | Joseph Van Wetter      | Frans Tyck                | August Vermeylen         |
| 1913                                                              | Joseph Van Wetter      | August Vermeylen          | Louis Ysermans           |
| 1914                                                              | Octave Jacques         | Guillaume Perwez          | Edmond Dessy             |
| 1915-1918 edições não realizadas devido à Primeira Guerra Mundial |                        |                           |                          |
| 1919                                                              | Isidoor Mechant        | Karel Block               | Marcel Buysse            |
| 1920                                                              | Victor Lenaers         | Jean-Baptiste Mosselmans  | Jacques Bervoets         |
| 1921                                                              | René Vermandel         | Isidoor Mechant           | Jacques Van Ruysseveldt  |
| 1922                                                              | Florent Vandenberghe   | Henri Moerenhout          | Alfons Van Hecke         |
| 1923                                                              | Emile Thollembeek      | Maurice De Waele          | Denis Verschueren        |
| 1924                                                              | René Vermandel         | Denis Verschueren         | Armand Van Bruaene       |
| 1925                                                              | Karel Van Hassel       | André Verbist             | Henri Hoevenaers         |
| 1926                                                              | Marcel Cloquet         | Van Kampenhout            | Marinus Valentijn        |
| 1926 (2)                                                          | Joseph Dervaes         | Jan Mertens               | Louis Delannoy           |
| 1927                                                              | George Ronsse          | Armand Van Bruaene        | Rémi Van Impe            |
| 1928                                                              | Joseph Dervaes         | André Verbist             | Jan Mertens              |
| 1929                                                              | Joseph Wauters         | André Verbist             | Alfred Hamerlinck        |
| 1930                                                              | Denis Verschueren      | Joseph Wauters            | August Reyns             |
| 1931                                                              | Godefried De Vocht     | Odiel Van Hevel           | Denis Verschueren        |
| 1932                                                              | Godefried De Vocht     | Denis Verschueren         | Auguste Verdyck          |
| 1933                                                              | Jan-Jozef Horemans     | Louis Hardiquest          | Louis Duerloo            |
| 1934                                                              | Léon Tommies           | Alfred Hamerlinck         | Joseph Moerenhout        |
| 1935                                                              | Gérard Loncke          | Edward Vissers            | Gustaaf Deloor           |
| 1936                                                              | Marcel Van Schil       | Frans Van Hassel          | Camille Michielsen       |
| 1937                                                              | Sylvain Grysolle       | Michel d'Hooghe           | Joseph Huts              |
| 1938                                                              | Antoine Dignef         | Aloïs De Bruyne           | Achiel Buysse            |
| 1939                                                              | Achiel Buysse          | Auguste Toubeau           | Roger Vandendriessche    |
| 1940 edição não realizada                                         |                        |                           |                          |
| 1941                                                              | Stan Ockers            | Odiel Van Den Meersschaut | Emilie Faignaert         |
| 1942                                                              | Louis Busschops        | Lode Janssens             | Hector Bruneel           |
| 1943                                                              | Éloi Meulenberg        | Roger Van Melkebeke       | Robert Van Eenaeme       |
| 1944-1945 edições não realizadas devido à Segunda Guerra Mundial  |                        |                           |                          |
| 1946                                                              | Stan Ockers            | Ernest Sterckx            | Gustave Van Overloop     |
| 1947                                                              | René Mertens           | Albert Sercu              | Henri Bauwens            |
| 1948                                                              | Achiel Buysse          | Frans Knaepkens           | Theo Middelkamp          |
| 1949                                                              | Roger De Corte         | Valère Ollivier           | Ernest Sterckx           |
| 1950                                                              | André Pieters          | Lode Poels                | Ernest Sterckx           |
| 1951                                                              | Ernest Sterckx         | Valère Ollivier           | Georges Claes            |
| 1952                                                              | Roger De Corte         | Karel De Baere            | Ernest Sterckx           |
| 1953                                                              | Hans Dekkers           | Leo Buyst                 | Karel De Baere           |
| 1954                                                              | Roger Decock           | Willy Lauwers             | Ernest Sterckx           |
| 1955                                                              | Albéric Schotte        | Marcel Janssens           | Jozef De Feyter          |
| 1956                                                              | Rik Van Looy           | Marcel Janssens           | Kaj Allan Olsen          |
| 1957                                                              | Rik Van Looy           | Rik Luyten                | Jan Van Gompel           |
| 1958                                                              | Raymond Vrancken       | Frans Van Looveren        | Jos Van Bael             |
| 1959                                                              | Willy Butzen           | Lucien Demunster          | Jos Van Bael             |
| 1960                                                              | Petrus Oellibrandt     | Marcel Buys               | Michel Stolker           |
| 1961                                                              | Raymond Vrancken       | Marcel Janssens           | Piet van Hees            |
| 1962                                                              | Petrus Oellibrandt     | Guillaume Van Tongerloo   | Victor Van Schil         |
| 1963                                                              | Petrus Oellibrandt     | Guillaume Van Tongerloo   | Hugo Hellemans           |
| 1964                                                              | Jos Hoevenaers         | Jos Huysmans              | Frans Aerenhouts         |
| 1965                                                              | Willy Vannitsen        | Louis Proost              | Jos Huysmans             |
| 1966                                                              | Joseph Spruyt          | Henri Pauwels             | Louis Proost             |
| 1967                                                              | Paul In 't Ven         | Henk Nijdam               | Joseph Mathy             |
| 1968                                                              | Edward Sels            | Harry Steevens            | Gerard Vianen            |
| 1969                                                              | Walter Godefroot       | Roger De Vlaeminck        | Marinus Wagtmans         |
| 1970                                                              | Roger De Vlaeminck     | Raphaël Hooyberghs        | Alfons Scheys            |
| 1971                                                              | Gustaaf Van Roosbroeck | Frans Mintjens            | Johan De Muynck          |
| 1972                                                              | Eddy Merckx            | Herman Van Springel       | Willy Planckaert         |
| 1973                                                              | Freddy Maertens        | Louis Verreydt            | Marc Demeyer             |
| 1974                                                              | Marc Demeyer           | Julien Stevens            | Englebert Opdebeeck      |
| 1975                                                              | Ronald De Witte        | Dietrich Thurau           | Freddy Maertens          |
| 1976                                                              | Frans Verbeeck         | Roger De Vlaeminck        | Frans Van Looy           |
| 1977                                                              | Marc Demeyer           | Ludo Peeters              | Ronan De Meyer           |
| 1978                                                              | Dietrich Thurau        | Martin Havik              | Aad van den Hoek         |
| 1979                                                              | Daniel Willems         | Frank Hoste               | Alfons De Wolf           |
| 1980                                                              | Ludo Peeters           | René Martens              | Jan Raas                 |
| 1981                                                              | Ad Wijnands            | Willy Teirlinck           | Jos Jacobs               |
| 1982                                                              | Ludo Schurgers         | Jan Nevens                | Charles Jochums          |
| 1983                                                              | Jan Bogaert            | Ludo Schurgers            | Frank Hoste              |
| 1984                                                              | Ludo Peeters           | Jean-Marie Wampers        | Ludwig Wijnants          |
| 1985                                                              | Adri van der Poel      | Ludwig Wijnants           | Marc Sergeant            |
| 1986                                                              | Jean-Paul van Poppel   | Wim Arras                 | Eric Vanderaerden        |
| 1987                                                              | Etienne De Wilde       | Jean-Paul van Poppel      | Marnix Lameire           |
| 1988                                                              | Jean-Paul van Poppel   | Eddy Planckaert           | Hans Daams               |
| 1989                                                              | Jean-Marie Wampers     | Frank Hoste               | John van den Akker       |
| 1990                                                              | John Talen             | Eric Vanderaerden         | Johan Museeuw            |
| 1991                                                              | Mario Cipollini        | Jan Bogaert               | Johan Capiot             |
| 1992                                                              | Wilfried Nelissen      | Johan Museeuw             | Michel Cornelisse        |
| 1993                                                              | Mario Cipollini        | Wilfried Nelissen         | Giuseppe Citterio        |
| 1994                                                              | Peter Van Petegem      | Dirk De Wolf              | Djamolidine Abdoujaparov |
| 1995                                                              | Rossano Brasi          | Peter Roes                | Giovanni Fidanza         |
| 1996                                                              | Frank Vandenbroucke    | Tom Steels                | Eric Vanderaerden        |
| 1997                                                              | Erik Zabel             | Johan Museeuw             | Andrei Tchmil            |
| 1998                                                              | Servais Knaven         | Léon van Bon              | Bart Leysen              |
| 1999                                                              | Jeroen Blijlevens      | Erik Zabel                | Tristan Hoffman          |
| 2000                                                              | Endrio Leoni           | Jeroen Blijlevens         | Léon van Bon             |
| 2001                                                              | Endrio Leoni           | Jeroen Blijlevens         | Kurt Asle Arvesen        |
| 2002                                                              | Robbie McEwen          | Tom Steels                | Stefan van Dijk          |
| 2003                                                              | Ludovic Capelle        | Jaan Kirsipuu             | Steffen Radochla         |
| 2004                                                              | Tom Boonen             | Robbie McEwen             | Simone Cadamuro          |
| 2005                                                              | Thorwald Veneberg      | Tomas Vaitkus             | Simone Cadamuro          |
| 2006                                                              | Tom Boonen             | Steven de Jongh           | Gert Steegmans           |
| 2007                                                              | Mark Cavendish         | Robbie McEwen             | Gert Steegmans           |
| 2008                                                              | Mark Cavendish         | Tom Boonen                | Robbie McEwen            |
| 2009                                                              | Alessandro Petacchi    | Kenny van Hummel          | Dominique Rollin         |
| 2010                                                              | Tyler Farrar           | Robbie McEwen             | Robert Förster           |
| 2011                                                              | Mark Cavendish         | Denis Galimzyanov         | Yauheni Hutarovich       |
| 2012                                                              | Marcel Kittel          | Tyler Farrar              | Theo Bos                 |
| 2013                                                              | Marcel Kittel          | Mark Cavendish            | Barry Markus             |
| 2014                                                              | Marcel Kittel          | Tyler Farrar              | Danny van Poppel         |
| 2015                                                              | Alexander Kristoff     | Edward Theuns             | Yauheni Hutarovich       |
| 2016                                                              | Marcel Kittel          | Mark Cavendish            | André Greipel            |
| 2017                                                              | Marcel Kittel          | Elia Viviani              | Nacer Bouhanni           |
| 2018                                                              | Fabio Jakobsen         | Pascal Ackermann          | Christopher Lawless      |
| 2019                                                              | Fabio Jakobsen         | Max Walscheid             | Christopher Lawless      |
| 2020                                                              | Caleb Ewan             | Niccolò Bonifazio         | Bryan Coquard            |
| 2021                                                              | Jasper Philipsen       | Sam Bennett               | Mark Cavendish           |
| 2022                                                              | Alexander Kristoff     | Danny van Poppel          | Sam Welsford             |
| 2023                                                              | Jasper Philipsen       | Sam Welsford              | Mark Cavendish           |
| 2024                                                              | Tim Merlier            | Jasper Philipsen          | Dylan Groenewegen        |
| 2025                                                              |                        |                           |                          |

Notas:
- Na edição 1985, o ciclista Marc Sergeant foi inicialmente terceiro, mas foi desclassificado.[4]
- Na edição 1993, o ciclista Wilfried Nelissen foi inicialmente segundo, mas foi desclassificado.[4]

## Palmarés por países
Atualizado após edição de 2024
| País           | Vitórias |
| -------------- | -------- |
| Bélgica        | 79       |
| Países Baixos  | 11       |
| Alemanha       | 7        |
| Itália         | 6        |
| Reino Unido    | 3        |
| Noruega        | 2        |
| Austrália      | 2        |
| França         | 1        |
| Estados Unidos | 1        |